# Leopold Kern (Politiker, 1918)
Leopold Kern (* 10. September 1918 in St. Georgen am Steinfelde; † 18. März 2005 in St. Pölten) war ein österreichischer Politiker (ÖVP) und Landwirt. Kern war von 1962 bis 1983 Abgeordneter zum österreichischen Nationalrat.
Kern war beruflich als Landwirt tätig. Ihm wurde der Berufstitel Ökonomierat verliehen. Er wirkte daneben als Bauernbundobmann und Bauernbundobmann-Stellvertreter des Niederösterreichischen Bauernbundes, war  Mitglied des Gemeinderates von St. Georgen am Steinfeld und ab 1955 Kammerrat der Niederösterreichischen Landwirtschaftskammer. Innerparteilich war er ab 1965 als Hauptbezirksparteiobmann der ÖVP St. Pölten aktiv, zudem war er Mitglied der Landesparteileitung der ÖVP Niederösterreich. Kern vertrat die ÖVP zwischen dem 14. Dezember 1962 und dem 18. Mai 1983 im Nationalrat. 